# Седьюна (аэропорт)
Аэропорт Седьюна (англ. Ceduna Airport) — небольшой региональный аэропорт, расположенный в городе Седьюна, Южная Австралия. Аэропорт расположен на территории бывшей военной базы Королевских ВВС Австралии.